# Gérard Montassier
Pour les articles homonymes, voir Montassier.
Gérard Montassier, né le 5 juin 1937 à Bône (aujourd'hui Annaba en Algérie) et mort le 18 avril 2021, à Barbezieux (Charente), est un essayiste et haut fonctionnaire français.

## Biographie
Fils d'un ingénieur, né le 5 juin 1937 à Bône, en Algérie française, Gérard Montassier est diplômé de l'Institut d'études politiques de Paris (section Service public, promotion 1960), agrégé de lettres classiques et ancien élève de l'École nationale d'administration (promotion Marcel-Proust, 1967).
Après avoir été professeur de lettres classiques au lycée de Saint-Quentin, secrétaire des Affaires étrangères, secrétaire général du Fonds d'intervention culturel puis conseiller des ministres de la Culture Jacques Duhamel puis Michel Guy (dont il sera le directeur de cabinet) il fait carrière dans la diplomatie,. Il sera nommé ministre plénipotentiaire en 1990.
Membre de l'Union pour la démocratie française, il préside sa fédération de Charente de 1977 à 1981. Dans le même temps, divorcé, il se remarie avec Valérie-Anne Giscard d'Estaing, rencontrée au cabinet du ministre de la Culture. En mars 1979, candidat sous les couleurs de l'UDF, il est battu aux élections dans le canton de Segonzac. En 1981, sa candidature aux législatives est invalidée à cause de l'« enregistrement tardif » de son suppléant, Christian du Manoir. Pro-européen, il a également fondé la Fondation internationale pour une histoire de la civilisation européenne — dite Fondation de la civilisation européenne — en 1994, qu'il préside depuis.
Après avoir animé pendant deux ans un journal intitulé La Charente, il crée en 2013 une Confrérie du cognac.

## Ouvrages
- Dir., Le Fait culturel, Paris, Fayard, 1980, 447 p. (ISBN 2-213-00788-8).
- « François-Marie Arouet » (pseud.) (préf. Jean-Claude Simoën), Le 14 juillet 1989, Paris, Le Pré-aux-Clercs, 1982, 221 p. (ISBN 2-7144-1556-3).
- Les Premiers Feux du plaisir : roman, Paris, Albin Michel, 1989, X + 328 (ISBN 2-226-03915-5).
- Les Nouveaux Conquérants : la France réconciliée, Paris, Plon, 1989, 189 p. (ISBN 2-259-02060-7).
- L'Europe, cette inconnue, Étrépilly, Presses du village, 2007, 255 p. (ISBN 978-2-914700-37-5).
- Mazarin : l'étranger qui a fait la France, Paris, Perrin, 2015, 376 p. (ISBN 978-2-262-04148-9).